# Rec (film)
Rec - La paura in diretta (reso graficamente come [•REC]) è un film del 2007 diretto da Jaume Balagueró e Paco Plaza.
Pellicola horror spagnola in stile falso documentario che, a seguito di un grande successo, ha dato avvio a una serie di film e a un remake.

## Trama
Barcellona. La giornalista Ángela Vidal e il suo cameraman Pablo producono un programma dal titolo Mentre tu dormi, nel quale si dedicano a reportage su diversi argomenti; per l'ultima puntata si recano in una caserma dei vigili del fuoco per mostrare come essi vivono in una nottata di servizi. Quando suona l'allarme, Ángela e Pablo seguono due pompieri fin dentro il palazzo da dove è partita la chiamata, dove nel frattempo sono giunti anche due poliziotti. Pompieri e poliziotti sono stati chiamati a causa delle grida di un'anziana signora, Conchita, per cui decidono di forzare la porta della sua abitazione. Nell'atrio dello stabile si sono riuniti diversi residenti: una coppia di anziani, Mari Carmen e la figlia Jennifer, César, una famiglia giapponese e l'amministratore Guillem.
Quando i pompieri e i due reporter entrano nell'appartamento trovano Conchita coperta di sangue, che con un urlo si lancia sul poliziotto Vicente mordendolo al collo; il gruppo scappa dall'appartamento e porta il ferito nell'atrio dell'edificio. Guillem (il quale è un infermiere) si prende cura del poliziotto ferito, ma afferma che ha perso troppo sangue; subito dopo il pompiere Álex, rimasto nell'appartamento dell'anziana, viene da lei buttato giù dalle scale, rimanendo in condizioni gravi. Le autorità bloccano l'edificio e lo mettono in quarantena prima che chiunque possa uscirne, rivelando successivamente tramite megafono che il provvedimento è stato preso per evitare la propagazione di uno strano virus proveniente dallo stabile. Cercando di ristabilire la calma tra quelli che sono nell'atrio, il pompiere Manu, il poliziotto Sergio, Ángela e Pablo tornano nell'appartamento ma vengono nuovamente attaccati dall'anziana, alla quale sparano tre colpi facendola accasciare a terra.
La frustrazione aumenta quando scoprono che tutte le uscite e finestre sono state chiuse, che l'unica risposta delle autorità è quella di aspettare un ufficiale sanitario e di non tentare in alcun modo di uscire dall'edificio; sia i feriti che gli inquilini si rifugiano in un laboratorio tessile al pianterreno. Ángela e Pablo decidono di intervistare i residenti del vecchio palazzo per farsi raccontare i momenti precedenti all'incidente, in particolare scoprendo da Mari e Jennifer che il loro cane Max si era ammalato ed era stato portato dal veterinario.
Leandro, l'ufficiale sanitario (vestito con una tuta protettiva), arriva e chiede di vedere i due feriti, vietando ad Ángela e Pablo di riprendere la procedura. Nonostante ciò, i due trovano una piccola apertura in una delle finestre e vedono Sergio, Leandro, Manu e Guillem ammanettare Álex e Vicente e iniettargli un misterioso siero nelle vene; poco dopo questi si rialzano e attaccano Guillem, costringendo gli altri a scappare e a lasciarlo al suo destino. A questo punto, Leandro è costretto a confessare che la sera prima le autorità erano venute a conoscenza del contagio (che avviene tramite la saliva) quando avevano ricevuto la chiamata di un veterinario, il quale aveva raccontato il caso di un cane affetto da un'infezione sconosciuta: qualche minuto dopo essere finito in coma, il cane si era risvegliato con un'aggressività fuori dal comune e aveva aggredito molti degli animali ricoverati nella clinica, e per fermarlo erano stati costretti a riempirlo di tranquillanti e abbatterlo; il chip che segnala il proprietario li ha condotti in quell'edificio. Il cane in questione era quello di Jennifer.
Tutti sospettano che Jennifer, che ha la febbre alta, sia contagiata,  Mari cerca di difendere la figlioletta, ma la bambina, dopo averle sputato sangue in faccia, con uno scatto si libera e corre urlando su per le scale; la madre viene ammanettata per impedirle di seguirla. Sergio, Manu e Pablo inseguono la bambina, che si è nascosta nell'appartamento di Conchita: entrati nell'appartamento, la bambina finisce per mordere Sergio, che la blocca permettendo al resto del gruppo di scappare. Essi riescono a tornare giù dopo aver definitivamente eliminato l'anziana, ma vedono che gli infetti rinchiusi nel laboratorio tessile stanno per liberarsi e che la loro unica opzione è quella di abbandonare la donna ammanettata; riescono quindi a rinchiudersi in uno degli appartamenti insieme a César, Ángela e Leandro.
Riescono a mettersi al sicuro, ma Leandro afferma di essere stato morso e per precauzione si rinchiude in uno sgabuzzino. César rivela che c'è una possibilità di fuga: un passaggio sotterraneo sotto il laboratorio tessile che conduce nei canali di scarico della città, ma per aprire la porta hanno bisogno della chiave che si trova nell'appartamento di Guillem. César viene però attaccato da Leandro, quindi Ángela, Pablo e Manu si precipitano a cercare l'appartamento di Guillem; nel tentativo di fermare uno degli infetti, Manu resta indietro mentre Ángela e Pablo, dopo aver messo sottosopra l'appartamento, trovano un mucchio di chiavi ma non sanno qual è quella di cui hanno bisogno.
Tornati alle scale, i due guardano verso il piano terra e scoprono che ormai tutte le persone sono diventate infette e stanno salendo rapidamente per raggiungerli. Ángela e Pablo riescono a rifugiarsi appena in tempo nell'attico, dove trovano un laboratorio medico abbandonato da anni, con le pareti ricoperte di immagini sacre, crocifissi e ritagli di giornale che parlano di un vecchio caso di Tristana Medeiros, una bambina portoghese, della quale si vedono anche diverse fotografie ingiallite dal tempo. Grazie a delle registrazioni e a vari diari, Pablo e Ángela scoprono che il residente era padre Albelda, un sacerdote-medico del Vaticano che aveva rinchiuso la bambina proprio nell'attico, portata via dall'ospedale in cui era internata perché ritenuta posseduta, per capire se fosse possibile curarla con un metodo scientifico. Mandando avanti il nastro, si viene a sapere che Albelda era riuscito a isolare un enzima nella speranza di poter creare un vaccino, ma esso era molto instabile e mutava a contatto con l'aria, arrivando alla conclusione che quel morbo era contagioso come l'influenza. Dalle seguenti registrazioni i due scoprono che Albelda non era riuscito a trovare una cura per la bambina e, dopo aver ricevuto un telegramma da Roma in cui era riportato che Tristana doveva morire e che la Chiesa aveva deciso di cancellare per sempre ogni traccia di questa storia, egli aveva deciso semplicemente di abbandonarla sigillando ogni via di uscita affinché lei (paziente zero) non potesse infettare nessuno. Inspiegabilmente la bambina, ormai cresciuta, è ancora in vita.
Verso la fine della registrazione una botola si spalanca dal sottotetto e Pablo, tentando di vedere cosa c'era nella soffitta, subisce un colpo alla telecamera da parte di un bambino lì nascosto, che rompe la torcia; utilizzando la visione notturna, i due riescono a vedere Tristana, ormai adulta. È sporca e scheletrica, è armata di martello e ha cominciato a setacciare ogni angolo per trovarli. Pablo e Ángela si muovono silenziosamente nell'oscurità del laboratorio, ma vengono scoperti e Pablo viene ucciso. Ángela si nasconde sotto un letto, la telecamera le è caduta e le inquadra il viso terrorizzato. Un attimo dopo si vede Ángela urlare mentre viene trascinata via per le gambe nell'oscurità.

## Produzione

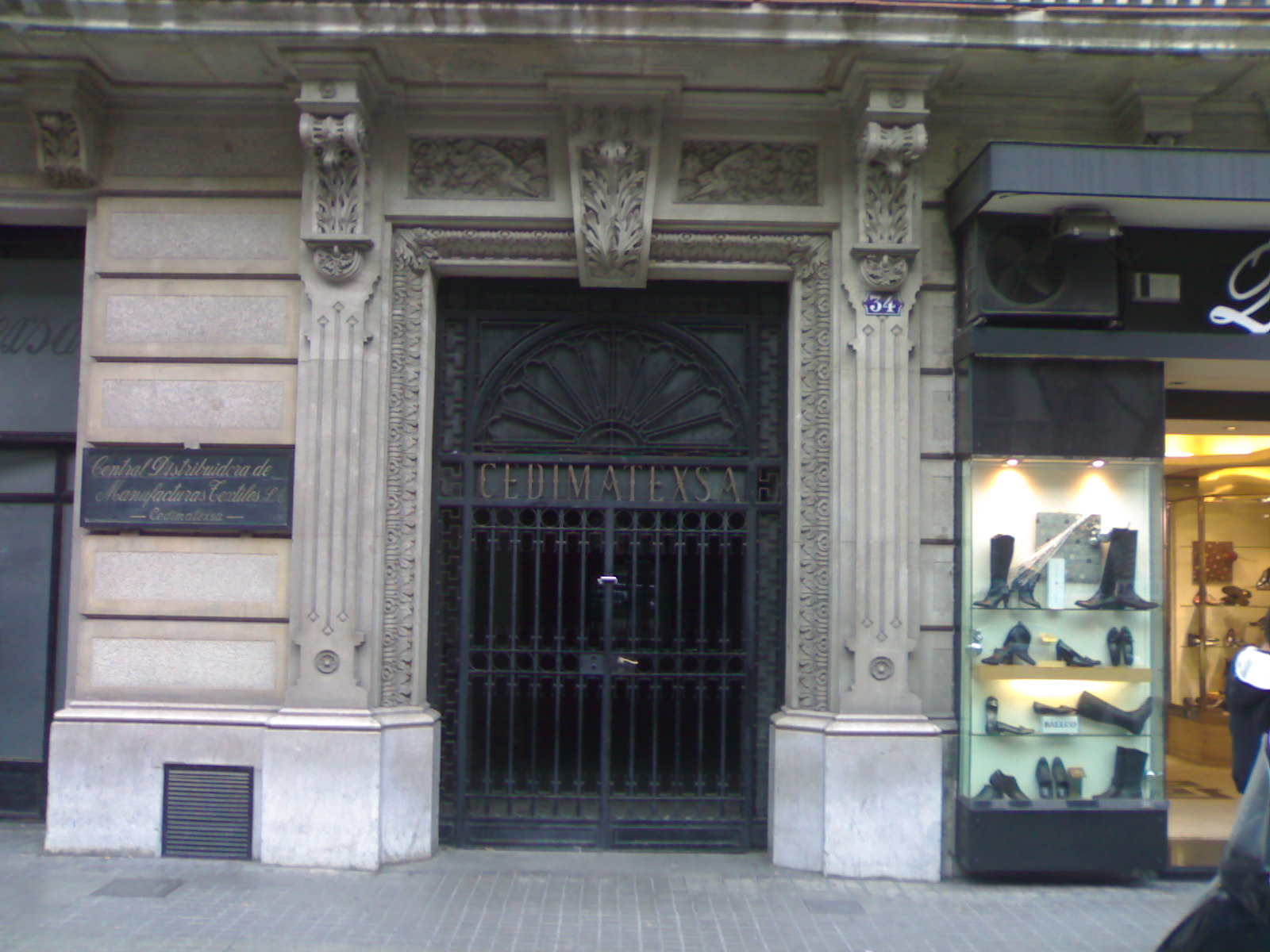
L'edificio presso cui è stato girato il film (Rambla de Catalunya, civico 34)

Il film, realizzato nella più assoluta segretezza, è stato girato in un palazzo della via Rambla de Catalunya al civico 34, chiamato «Edificio Cedimatexsa» o «Casa Argelich». Il lungometraggio è stato prodotto con un budget stimato di 2000000 $.
Le riprese si sono svolte dal 23 ottobre al 12 novembre 2006, filmando le scene in ordine cronologico. Il film è stato girato in stile falso documentario ed è caratterizzato dalla mancanza di un comparto musicale, il che ne sottolinea lo stile volutamente documentaristico. Agli attori non è stato rivelato cosa sarebbe successo di volta in volta, facendo affidamento sulle loro espressioni reali di fronte alle situazioni proposte e portando a un reale senso di spaesamento che ha contribuito a preservare l'autenticità degli avvenimenti. Le ultime scene sono state effettivamente girate nella completa oscurità usando telecamere a infrarossi per catturare le reazioni degli attori nel modo più veritiero possibile.
Manuela Velasco, all'epoca attrice totalmente sconosciuta, era realmente appassionata di giornalismo e durante i casting, causa il nervosismo, sbagliava continuamente le battute davanti alla telecamera. Balaguero e Plaza decisero di prenderla proprio per questo motivo, poiché dava l'idea di una giornalista inesperta. Gli errori commessi nel casting dalla Velasco hanno ispirato la scena iniziale del film.
Il direttore della fotografia Pablo Rosso interpreta il cameraman Pablo (mentre nel sequel Rec 2 interpreta un soldato, chiamato Rosso, incaricato delle riprese video). Il suo personaggio non viene mai ripreso interamente: infatti compaiono solo le sue scarpe in un momento in cui la videocamera viene momentaneamente abbandonata a terra, e le sue mani quando cerca le chiavi nella stanza dell'amministratore dell'edificio. Le vicende del film sono narrate proprio dal suo punto di vista.
Il ruolo di Tristana Medeiros cresciuta è stato interpretato dall'attore Javier Botet, affetto dalla sindrome di Marfan. L'applicazione del trucco su Botet, curato da David Ambit, ha richiesto 8 ore di lavoro per essere ultimato.

## Distribuzione
Il film è stato presentato fuori concorso alla 64ª Mostra internazionale d'arte cinematografica di Venezia il 29 agosto 2007. È stato distribuito in Spagna il 23 novembre successivo, e in Italia il 29 febbraio 2008 da Mediafilm. Il doppiaggio italiano è stato effettuato presso lo Studio Asci di Milano, con la direzione e l'adattamento dei dialoghi a cura di Antonello Governale.

## Accoglienza
Il film è stato accolto positivamente dalla critica cinematografica. Sull'aggregatore Rotten Tomatoes detiene una percentuale di gradimento dell'89% sulla base di 37 recensioni, con un voto ponderato di 7,52 su 10 e un consenso generale che ne apprezza l'atmosfera e la capacità di intrattenimento, pur con mezzi semplici. Su Metacritic il punteggio ottenuto è di 69 su 100, corrispondente a «recensioni generalmente favorevoli», sulla base di 9 recensioni.
Il film ha incassato 32 milioni di dollari a livello internazionale, risultando uno dei film spagnoli di maggior successo dell'anno.

## Riconoscimenti (parziale)
- 2007 - Sitges - Festival internazionale del cinema della Catalogna[9]
  - Miglior regista a Jaume Balagueró e Paco Plaza
  - Miglior attrice a Manuela Velasco
  - Premio della critica
  - Premio del pubblico
- 2008 - Premio Goya[10]
  - Miglior attrice rivelazione a Manuela Velasco
  - Miglior montaggio a David Gallart
- 2008 - European Film Awards[11]
  - Candidatura al Premio del pubblico al miglior film europeo
- 2008 - Fantastic'Arts
  - Premio speciale della giuria
  - Gran premio della giuria giovane
  - Premio del pubblico
- 2008 - Festival internazionale del cinema di Porto
  - Miglior film
  - Premio del pubblico
- 2008 - Festival internazionale del cinema fantastico di Bruxelles
  - Corvo d'argento (Premio della giuria)
  - Premio Pegaso (Premio del pubblico)

## Sequel
Nel 2009 è stato distribuito Rec 2, primo sequel sempre diretto da Jaume Balagueró e Paco Plaza, la cui trama parte subito dopo il finale di Rec. Il film è stato presentato fuori concorso, durante la proiezione di mezzanotte, alla 66ª Mostra internazionale d'arte cinematografica di Venezia.
Nel 2012 è uscito Rec 3 - La genesi, diretto solo da Plaza, in cui viene mostrata la propagazione del contagio e i cui eventi si svolgono parallelamente a Rec.
Nel 2014 è infine uscito l'ultimo film della serie, Rec 4: Apocalypse, diretto solo da Balagueró, che mostra l'esito del contagio.

## Remake
Nel 2008 ne è stato realizzato un remake statunitense intitolato Quarantena, ambientato inizialmente in una caserma di pompieri di Los Angeles, e poi, come in Rec, all'interno di un condominio. Nel 2011 ne è stato girato un sequel, Quarantena 2, il quale tuttavia non è un remake di Rec 2, in quanto prende una strada propria discostandosi completamente dalla serie spagnola.